# Taeniogyrus dendyi
Taeniogyrus dendyi är en sjögurkeart som beskrevs av Ole Theodor Jensen Mortensen 1925. Taeniogyrus dendyi ingår i släktet Taeniogyrus och familjen Chiridotidae. Inga underarter finns listade i Catalogue of Life.